# Bethlen-kastély (Árokalja)
A Bethlen-kastély műemlék épület Romániában, Beszterce-Naszód megyében. A romániai műemlékek jegyzékében a  BN-II-a-A-01614 sorszámon szerepel.

## Története
Árokalja (Arcalia) romániai település, Besztercétől nem messze található, a Sajó folyó közelében. A Bethlen család a 18. században vette birtokba, egészen pontosan 1738-ban: ekkor gróf Bethlen Ádám és hitvese, Bánffy Klára lakhelye volt. A teljes birtok területe kb. 17 hektár.  Az itteni kastély korábban épült, a felette elhelyezkedő erdőt 1801-ben Bethlen János faültetéssel és más átalakításokkal hatalmas angolkertté alakította, ezzel híressé téve Árokalját. Maga a kastély mór–neobizánci stílusú: egész Erdélyben ez az egyetlen ilyen épület. Négy pirosas mellékkupolával, illetve lépcsőzetekkel rendelkezik. A világháború után a kastélyt államosították: kezdetben boltként, munkagépek állomáshelyeként, majd úttörőközpontként funkcionált. Berendezését a helyiek széthordták, a termekben azonban még mindig megtalálhatóak a Bethlen-címeres cserépkályhák. Később a Babes-Bolyai Egyetem itt rendezte be a Biológia és a Geológia Kutatóintézetét, az angolparkot pedig arborétummá alakították - itt körülbelül 150 ritka fafaj található. Az intézmény azóta is üzemel, rendelkezik például szálláslehetőségekkel is a turisták számára.